# Куйгенкольський сільський округ
Куйгенко́льський сільський округ (каз. Күйгенкөл ауылдық округі, рос. Куйгенкольский сельский округ) — адміністративна одиниця у складі Жанібецького району Західноказахстанської області Казахстану. Адміністративний центр — село Жаскайрат.
Населення — 943 особи (2021; 1246 у 2009, 1642 у 1999, 1686 у 1989).
Станом на 1989 рік існувала Куйгенкольська сільська рада (села Ворошилово, Курсай, Куйгенколь, Уніге).

## Склад
До складу округу входять такі населені пункти:
| Населений пункт | Старі назви           | Населення, осіб (1989) | Населення, осіб (1999) | Населення, осіб (2009) | Населення, осіб (2021) |
| --------------- | --------------------- | ---------------------- | ---------------------- | ---------------------- | ---------------------- |
| Жаскайрат, село | Куйгенколь            | 863                    | 912                    | 754                    | 671                    |
| Колтабан, село  | Ворошилово, Ворошилов | 216                    | 161                    | 109                    | 49                     |
| Курсай, село    | -                     | 241                    | 170                    | 111                    | 76                     |
| Онеге, село     | Уніге, Унеге          | 366                    | 399                    | 272                    | 147                    |